# Cykl miesiączkowy

Wahania poziomów hormonów i temperatury ciała podczas cyklu menstruacyjnego

1 – Menstruacja (miesiączka)
2 – Rosnące pęcherzyki
3 – Dojrzały pęcherzyk z komórką jajową
4 – Owulacja (jajeczkowanie)
5 – Ciałko żółte
6 – Zanik ciałka żółtego

Cykl miesiączkowy, cykl menstruacyjny (łac. cyclus menstrualis) – powtarzające się regularnie zmiany w organizmie kobiety, zachodzące w ustalonym rytmie biologicznym pod wpływem współdziałania układu nerwowo-hormonalnego. Cykl menstruacyjny występuje u kobiet dojrzałych płciowo (po pokwitaniu, ale przed przekwitaniem).
Występowanie cyklu menstruacyjnego kontrolowane jest przez układ hormonalny, jest oznaką dobrze funkcjonującego układu rozrodczego kobiety i jest niezbędne do reprodukcji. Cykl zwykle dzieli się na trzy etapy: fazę folikularną, owulację i fazę lutealną. Inny podział bazujący na zmianach w macicy obejmuje: menstruację, fazę pęcherzykową oraz fazę sekrecyjną. Długość cyklu liczy się od pierwszego dnia krwawienia miesiączkowego do ostatniego dnia przed następną miesiączką. Miesiączka jest najłatwiej zauważalnym objawem przebiegu cyklu i stąd została uwzględniona w jego nazwie, chociaż najważniejszym jego przejawem jest regularne jajeczkowanie. W czasie cyklu zmiany zachodzą nie tylko w układzie rozrodczym, i dotyczy także innych układów (np. mastodynia (ból piersi), czy zmiany nastroju).
Widoczna miesiączka występuje u ludzi i niektórych ssaków naczelnych (np. szympansów). Inne ssaki łożyskowe mają cykl rujowy, w którym nie występuje krwawienie takie jak u ludzi. Błona śluzowa macicy (endometrium, które złuszcza się i powoduje miesiączkę u kobiet) jest wchłaniana przez zwierzęcy organizm. Proces ten jest nazywany ukrytą menstruacją.
W trakcie trwania cyklu miesiączkowego, w układzie płciowym zachodzą zmiany, umożliwiające dojrzewanie komórki jajowej, jajeczkowanie i przygotowanie błony śluzowej macicy na przyjęcie zapłodnionego jajeczka. W przypadku gdy nie dojdzie do zapłodnienia dochodzi do zmian zanikowych śluzówki macicy i jej złuszczania się, co objawia się krwawieniem. Długość cyklu miesiączkowego, a zatem i jego poszczególnych faz jest różna dla różnych kobiet i często różnych cykli u jednej kobiety. Najczęściej cykl trwa 28 dni, a owulacja następuje w połowie cyklu – w 14. dniu.
Pierwsza miesiączka kobiety, zwana menarche pojawia się zwykle między 12. a 13. rokiem życia. W Stanach Zjednoczonych średni wiek pierwszej miesiączki wynosi 12,5 roku, w Kanadzie 12,72 roku, w Wielkiej Brytanii wiek ten wynosi 12,9 lat,
natomiast w Islandii wiek ten jest równy 13,05 ± 0,10 lat. Koniec okresu płodności kobiety, zwany jest menopauzą, i występuje zwykle pomiędzy 45. a 55. rokiem życia.

## Etapy cyklu miesiączkowego
Analiza zachodzących w ciele kobiety przemian, związanych z dojrzewaniem pęcherzyka jajnikowego, owulacją i powstaniem ciałka żółtego, pozwala na wyodrębnienie w cyklu miesięcznym określonych etapów o różnej charakterystyce. Poniżej wyszczególniono dwa podstawowe podziały cyklu.
Pod względem hormonalnym:
W przeciętnym, 28-dniowym cyklu czas trwania i przebieg poszczególnych faz kształtuje się następująco:
| Nazwa            | Czas trwania | Temperatura ciała                                    |
| ---------------- | ------------ | ---------------------------------------------------- |
| menstruacja      | 4 dni        | ok. 36,4–36,623 °C                                   |
| faza folikularna | 9 dni        | ok. 36,4–36,6 °C, pod koniec może nieznacznie spadać |
| owulacja         | 1 dzień      | nagły wzrost o ok. 0,5 °C                            |
| faza lutealna    | 14 dni       | 36,9–37,1 °C                                         |

Wartości temperatury w poszczególnych fazach są różne u różnych kobiet, jednak zawsze gdy następuje owulacja, temperatura w drugiej fazie cyklu wzrasta w stosunku do temperatury z pierwszej fazy o ok. 0,5 °C.
lub:
- faza pęcherzykowa wczesna – początkowa część cyklu, aż do momentu wzbudzenia dojrzewania dominującego pęcherzyka jajnikowego;
- faza pęcherzykowa późna – czas dojrzewania dominującego, czyli przedowulacyjnego pęcherzyka jajnikowego;
- faza ciałka żółtego (lutealna) – czas istnienia ciałka żółtego w jajniku.

Pod względem płodności owulacyjny cykl miesiączkowy dzieli się na trzy fazy:
- faza przedowulacyjnej niepłodności względnej (w skrócie nazywana fazą niepłodności przedowulacyjnej); jest ona dłuższa w długich cyklach, a w cyklach bardzo krótkich może w ogóle nie wystąpić; przypada na menstruację i fazę folikularną – do ok. 3 dni przed jej końcem;
- faza okołoowulacyjna płodności (w skrócie nazywana fazą płodności); składa się na nią kilka dni przed i po owulacji; trwa zwykle 6–9 dni;
- faza poowulacyjnej niepłodności bezwzględnej (w skrócie nazywana fazą niepłodności poowulacyjnej); trwa ona od wyznaczonego końca fazy płodności do ostatniego dnia cyklu; odpowiada fazie lutealnej, od ok. 3. dnia jej trwania.

Trzeba w tym miejscu zauważyć, że nie u każdej kobiety można wyodrębnić fazę niepłodności przedowulacyjnej, gdyż jej długość zależy od osobniczych właściwości kobiety. Okres poowulacyjny jest względnie stały, natomiast czas przed owulacją jest zmienny, przez co rozstrzyga on o długości danego cyklu miesiączkowego.

## Przebieg cyklu miesiączkowego
W fazie folikularnej poziom estrogenu w organizmie kobiety stopniowo wzrasta. Stymuluje to błonę śluzową macicy do rozrostu. Jednocześnie, pod wpływem hormonu folikulotropowego (FSH) w jajnikach zaczynają się rozwijać pęcherzyki zawierające komórki jajowe. Po kilku dniach jeden z pęcherzyków zaczyna dominować i w dalszym etapie rozwoju pęka, uwalniając komórkę jajową. Uwolnienie komórki jajowej z pęcherzyka nazywa się owulacją. Pozostałości po pęcherzyku Graafa przekształcają się w ciałko żółte, odpowiedzialne za produkcję progesteronu. Pod wpływem progesteronu i estrogenów błona śluzowa macicy przygotowuje się do przyjęcia zapłodnionego jajeczka (implantacji), i nadal się rozrasta. Jeśli po kilku dniach od owulacji zapłodnienie nie nastąpi (lub zapłodniona zygota nie zagnieździ się w ścianie macicy) ciałko żółte stopniowo zanika, powodując po kilkunastu (przeciętnie 14) dniach nagły spadek poziomu progesteronu i estrogenu. Spadek poziomu hormonów płciowych jest sygnałem do usunięcia niepotrzebnego nadmiaru błony śluzowej z macicy. Endometrium zaczyna się złuszczać i rozpoczyna się krwawienie miesiączkowe.

### Menstruacja
Krwawienie miesięczne jest pierwszym etapem cyklu miesiączkowego. Jest spowodowane złuszczaniem się nabrzmiałej i rozrośniętej w ostatniej fazie cyklu (fazie lutealnej), błony śluzowej macicy (endometrium). Płyn wydostający się w tym okresie z pochwy składa się w dużej mierze z krwi i tkanki błony śluzowej. W trakcie miesiączki kobieta traci ok. 35 ml krwi (za normalną jest uważana strata do 80 ml krwi).

Miesiączka trwa zwykle od 3 do 5 dni, choć krwawienia trwające od 2 do 7 dni są uważane za normalne. Krew wydalana w trakcie miesiączki nie krzepnie, dzięki dużej zawartości plazminy.
Menstruacji często towarzyszą bolesne skurcze w podbrzuszu, ból pleców i ud. Zazwyczaj występuje też zespół napięcia przedmiesiączkowego, objawiający się zwiększoną drażliwością, huśtawką nastrojów i zwiększoną wrażliwością piersi.
Występowanie regularnych miesiączek jest oznaką tego, że kobieta nie zaszła w ciążę. Nie można jednak z całą pewnością stwierdzić ani wykluczyć ciąży tylko na podstawie obserwacji cyklu miesiączkowego. Miesiączki mogą stawać się nieregularne lub w ogóle ustawać z innych niż ciąża powodów. Istnieją również czynniki mogące wywoływać krwawienie podobne do miesiączki w trakcie trwania ciąży. Niemniej jednak niepojawienie się miesiączki u zdrowej kobiety w wieku reprodukcyjnym jest pierwszą oznaką ciąży.

### Faza folikularna
Faza folikularna, zwana też fazą proliferacyjną, to czas w którym intensywnie narasta, dopiero co złuszczony w menstruacji, nabłonek błony śluzowej macicy. Zwiększony poziom FSH i estrogenów wpływa na jajniki, pobudzając kilka pęcherzyków pierwotnych do dojrzewania. Pęcherzyki te, obecne w jajniku od urodzenia, konkurują ze sobą, aż jeden z nich zyska pozycję dominującą i tylko ten osiąga dojrzałość. Reszta pobudzonych pęcherzyków przestaje się rozwijać. Następnie dojrzały pęcherzyk (pęcherzyk Graafa) pęka i uwalnia komórkę jajową (w fazie owulacji).
Dojrzewający pęcherzyk wydziela coraz większe ilości estradiolu i estrogenu, które pobudzają komórki macicy do proliferacji (namnażania się i wzrostu). Wpływają również na produkcję charakterystycznego śluzu w szyjce macicy. Obserwacja tego śluzu może być przydatna w ustalaniu aktualnie trwającej fazy cyklu miesiączkowego.

### Owulacja

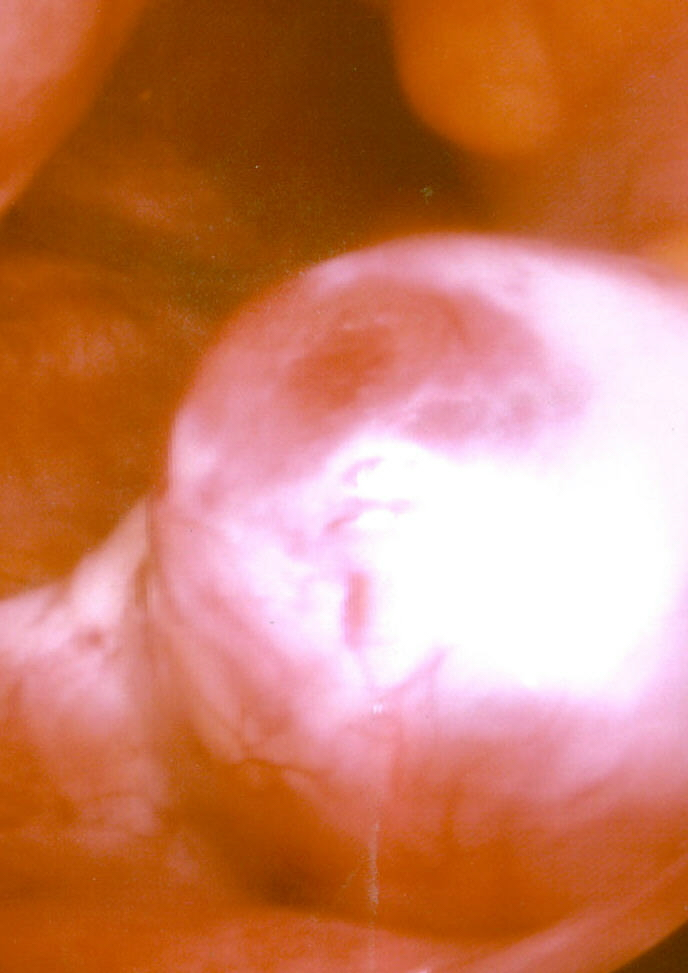
Jajnik uwalniający oocyt

Gdy pęcherzyk Graafa jest prawie dojrzały (między 12. a 16. dniem licząc od końca cyklu), poziom estrogenu jest na tyle wysoki, że wpływając na przysadkę mózgową, wywołuje szybkie uwolnienie dużych ilości LH. Wysoki poziom LH stymuluje niedojrzałą komórkę jajową (oocyt II rzędu) oraz osłabia ściany otaczającego ją pęcherzyka. Również w tym okresie oocyt II rzędu uwalnia się z pęcherzyka. Uwolnienie to jest nazywane owulacją i zachodzi w jajniku. Zaraz po tym, oocyt jest wyłapywany przez jajowód. Tam dojrzewa, przekształcając się w dojrzałą komórkę jajową o średnicy ok. 0,2 mm. Po około jednym dniu przebywania w jajowodzie, jajeczko obumiera, jeśli nie zostało zapłodnione.
Oocyt uwalnia się raz z prawego, raz z lewego jajnika. Zgodnie z obecną wiedzą, jajniki nie są ze sobą w żaden sposób skoordynowane, a mimo to, w czasie jednego cyklu, uwalnia się na ogół tylko jedno jajeczko, z jednego z jajników. Może jednak zdarzyć się, że oba jajniki uwolnią w jednym cyklu komórkę jajową. Jeśli oba jajeczka zostaną zapłodnione, rozwiną się dwa osobne zarodki i urodzą bliźnięta dwujajowe.
U niektórych kobiet, jajeczkowaniu (owulacji) towarzyszy ból owulacyjny. Nagłe zmiany stężenia hormonów w tym czasie, mogą również powodować niewielkie krwawienia z dróg rodnych (krwawienia międzymiesiączkowe).
Jeśli w pobliżu jajeczka, przebywającego w jajowodzie, znajdą się plemniki, może dojść do zapłodnienia, czyli połączenia tych dwóch komórek. Powstaje wtedy zygota i rozpoczyna się embriogeneza.

### Faza lutealna
Resztki pęcherzyka Graafa, pozostałe w jajniku po owulacji, przekształcają się pod wpływem FSH i LH w ciałko żółte. Ciałko żółte pełni funkcję gruczołu dokrewnego i wydziela estrogeny oraz znaczne ilości progesteronu. Progesteron odgrywa kluczową rolę w przygotowaniu endometrium do implantacji zarodka oraz jest niezbędny do utrzymania ciąży. Hormon ten, powoduje również wzrost temperatury ciała, co może być przydatne w ustalaniu aktualnie trwającej fazy cyklu.
Hormony produkowane przez ciałko żółte powodują, na zasadzie ujemnego sprzężenia zwrotnego, spadek wydzielania FSH i LH przez przysadkę mózgową. Jeśli komórka jajowa nie zostanie zapłodniona, obniżanie się poziomu LH powoduje stopniowe zanikanie ciałka żółtego i obniżanie poziomu produkowanych przez nie hormonów (głównie progesteronu). Spadek stężenia progesteronu, ok. 28 dnia cyklu, wywołuje złuszczanie się niepotrzebnej już błony śluzowej, czyli menstruację.
Od owulacji do menstruacji mija przeciętnie 14 dni (za normalny jest uważany czas od 10 do 16 dni). Czas trwania fazy lutealnej (w przeciwieństwie do fazy folikularnej) jest na ogół stały w różnych cyklach tej samej kobiety, nawet jeśli cykle te mają różną długość.
Jeśli komórka jajowa zostanie zapłodniona (cykl koncepcyjny), powstała zygota podejmuje produkcję gonadotropiny kosmówkowej (hCG), która działając podobnie do LH, podtrzymuje życie ciałka żółtego. Poziom progesteronu w takiej sytuacji nie obniża się, a zatem nie dochodzi do krwawienia miesiączkowego i ciąża może być utrzymana.
Gonadotropina kosmówkowa jest wydzielana tylko przez zarodek, w związku z tym jej obecność w organizmie kobiety jest dowodem na zajście w ciążę. Większość testów ciążowych wykrywa obecność właśnie tego hormonu.

## Oddziaływanie cyklu na inne układy
Część kobiet z problemami neurologicznymi doświadcza wzmożenia objawów w mniej więcej tym samym czasie podczas każdego cyklu miesiączkowego. Na przykład spadek poziomu estrogenu może powodować migrenę, zwłaszcza gdy kobieta cierpiąca na migrenę przyjmuje tabletki antykoncepcyjne. Wiele kobiet cierpiących na padaczkę ma większą częstotliwość napadów w rytmie miesiączki. Jest to tak zwana epilepsja miesiączkowa (ang. catamenial epilepsy).
Poziom estrogenu może wpływać na działanie tarczycy. Świadczy o tym fakt, że w czasie fazy lutealnej (kiedy poziom estrogenu jest niski), prędkość przepływu krwi przez tarczycę jest mniejszy niż w fazie folikularnej (kiedy poziom estrogenu jest wyższy).
Badania wykazały, że prawdopodobieństwo popełnienia samobójstwa zwiększa się o czynnik 1,68 w czasie menstruacji.

## Długość cyklu
Powszechnie uważa się, że średni cykl menstruacyjny trwa 28 dni. Jednakże badania nad 30 000 cyklami u ponad 2300 kobiet pokazały, że w rzeczywistości średnia długość wynosi 29,1 dni z odchyleniem standardowym 7,5 dnia. Długości cyklu kobiet biorących udział w badaniu wahały się od 15 do 45 dni. W innym badaniu przeprowadzonym na mniejszą skalę na grupie 140 kobiet w 2006 roku, średnia długość cyklu wyniosła 28,9 dnia.
Najbardziej zmienna długość cyklu występuje u kobiet poniżej 25 roku życia. Z kolei najbardziej regularne cykle mają kobiety w wieku od 35 do 39 lat. Następnie zmienność ta wzrasta, zwłaszcza u kobiet od 40 do 44 roku życia. Z umiarkowanymi zaburzeniami miesiączkowania mamy do czynienia, kiedy różnica w długości cykli wynosi od 8 do 20 dni, a różnica powyżej 21 dni oznacza bardzo nieregularny cykl.
Przez długi czas uważano, że długość cyklu miesiączkowego jest powiązana z fazami księżyca. W 1979 roku przeprowadzono badanie na 305 kobietach, w którym okazało się, że około jedna trzecia badanych miała księżycowe cykle miesiączkowe tj. wynoszące średnio 29,5 dnia, plus minus 1 dzień. U prawie dwóch trzecich badanych kobiet cykl miesiączkowy rozpoczynał się, kiedy Księżyc był w swoich jasnych fazach. Z kolei inne badanie pokazało, że statystycznie, menstruacje występują o wiele częściej podczas nowiu, niż w jakimkolwiek innym czasie.